# Pierre Cauchon
Pierre Cauchon (ur. 1371 w Reims, zm. 18 grudnia 1442 w Rouen) – biskup Beauvais i Lisieux, czołowy polityk stronnictwa burgundzkiego, rektor Uniwersytetu Paryskiego.
Urodził się w 1371 w Reims, w zamożnej rodzinie. Studiował na Uniwersytecie Paryskim, gdzie ukończył prawo i którego miał później zostać rektorem.
W 1407, w dążeniu do reform Kościoła, związał się ze stronnictwem burgundzkim. Brał udział w negocjowaniu traktatu w Troyes. Uczestniczył w soborze w Konstancji, gdzie bronił Jeana Petita.
Stał się gorącym zwolennikiem księcia Bedforda i jego wpływowym doradcą. Zbierał liczne dostojeństwa kościelne, do których należało biskupstwo Beauvais. 
Joanna d’Arc uwięziona została na terenie diecezji Beauvais, biskup Cauchon był więc głównym sędzią w procesie. Jako stronnik Burgundii i Bedforda, był jej szczególnie nieprzychylny i doprowadził do jej skazania.
W 1432 został hrabią-biskupem Lisieux. Uczestniczył w negocjowaniu traktatu w Arras. Po śmierci zostawił swój majątek ubogim studentom.